# Лу Макарі
Лу Макарі (англ. Lou Macari, нар. 7 червня 1949, Ларгс) — шотландський футболіст, що грав на позиції півзахисника. По завершенні ігрової кар'єри — футбольний тренер.
Виступав, зокрема, за клуб «Манчестер Юнайтед», а також національну збірну Шотландії.
Триразовий чемпіон Шотландії. Дворазовий володар Кубка Шотландії. Дворазовий володар Кубка Англії. Дворазовий володар Суперкубка Англії з футболу.

## Клубна кар'єра
У дорослому футболі дебютував 1970 року виступами за команду клубу «Селтік», в якій провів три сезони, взявши участь у 57 матчах чемпіонату. За цей час тричі виборював титул чемпіона Шотландії.
Своєю грою за цю команду привернув увагу представників тренерського штабу клубу «Манчестер Юнайтед», до складу якого приєднався 1973 року. Відіграв за команду з Манчестера наступні одинадцять сезонів своєї ігрової кар'єри. Більшість часу, проведеного у складі «Манчестер Юнайтед», був основним гравцем команди. За цей час додав до переліку своїх трофеїв два титули володаря Кубка Англії, ставав володарем Суперкубка Англії з футболу (також двічі).
Завершив професійну ігрову кар'єру у клубі «Свіндон Таун», за команду якого виступав протягом 1984—1986 років.

## Виступи за збірну
У 1972 році дебютував в офіційних матчах у складі національної збірної Шотландії. Протягом кар'єри у національній команді, яка тривала 7 років, провів у формі головної команди країни 24 матчі, забивши 5 голів.
У складі збірної був учасником чемпіонату світу 1978 року в Аргентині.

## Кар'єра тренера
Розпочав тренерську кар'єру, ще продовжуючи грати на полі, 1984 року, очоливши тренерський штаб клубу «Свіндон Таун».
Надалі очолював команди клубів «Вест Гем Юнайтед», «Бірмінгем Сіті», «Сток Сіті» та «Селтік».
Наразі останнім місцем тренерської роботи був клуб «Гаддерсфілд Таун», команду якого Лу Макарі очолював як головний тренер до 2002 року.

## Титули та досягнення
- Чемпіон Шотландії (3):

«Селтік»: 1970–71, 1971–72, 1972–73
- Володар Кубка Шотландії (2):

«Селтік»: 1970–71, 1971–72
- Володар Кубка Англії (2):

«Манчестер Юнайтед»: 1976–77, 1982–83
- Володар Суперкубка Англії з футболу (2):

«Манчестер Юнайтед»: 1977, 1983